# Промишлен шпионаж
Промишленият шпионаж, също икономически / корпоративен шпионаж, е форма на нелоялна конкуренция.
Чрез него се извършва незаконно събиране, използване, разгласяване на информация за икономическата дейност на конкурентни предприятия (технически решения, технологии, икономически стратегии и т.н.), представляваща търговска тайна, с цел получаване на предимство при осъществяване на предпремаческа дейност, а също така получаване на материална изгода.
Основното предназначение на промишления шпионаж е икономията на средства и време, които е необходимо да се изразходват за догонване на конкурента, заел водеща позиция, или за да не се допусне изоставане от конкурента, ако той разработва нова перспективна технология или продукт, а също така да се завоюват нови пазари. Много често резултатите от промишления шпионаж се използват в предварителния анализ, който определя нивото на технологията към момента, целесъобразността и методите за разработка на дадено изделие. Промишленият шпионаж е обект на преследване от закона.